# Terry Woods

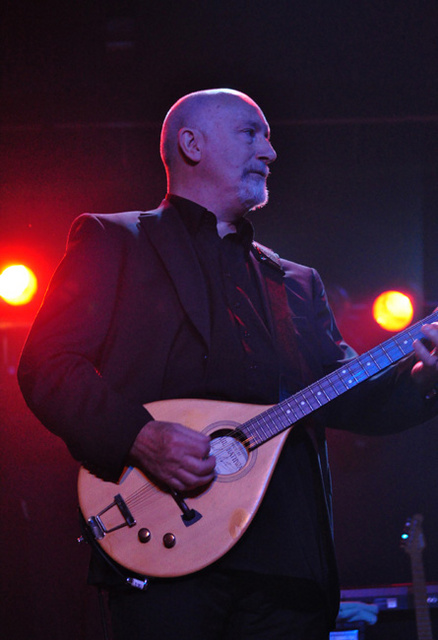
Terry Woods

Terry Woods (Dublin, 4 december 1947) is een Ierse folkmusicus. Hij bespeelt een aantal verschillende instrumenten, waaronder mandoline, citer, concertina en elektrische gitaar. Hij is daarnaast ook zanger en liedjesschrijver. 
Hij is achtereenvolgens lid geweest van een aantal Britse en Ierse bands, zoals Sweeney's Men en Steeleye Span (jaren 60 en begin jaren 70) en later The Pogues en The Bucks (jaren 80 en 90). Een tijdlang vormde hij een muzikaal duo met zijn echtgenote Gay Woods. Hij speelde gedurende korte tijd ook bij Dr. Strangely Strange.

## Biografie
Woods leerde op zijn veertiende banjo spelen. Samen met zijn vriendin en latere echtgenote Gay richtte hij een amateurbandje op, The Apprentice Folk. 
In 1967 sloot Woods zich aan bij Andy Irvine en Johnny Moynihan, die samen de Ierse folkgroep Sweeney's Men vormden. Met z'n drieën brachten ze in 1968 een naar de groep genoemd album uit, waarna Irvine de groep verliet. In 1969 bracht Woods samen met Moynihan een nieuwe lp uit, The Tracks Of Sweeney. Daarna hield Sweeney's Men op te bestaan.
In de daaropvolgende jaren toerde Terry Woods door Ierland. Hij maakte samen met onder meer Phil Lynott en Brian Downey (de latere oprichters van Thin Lizzy) deel uit van Orphanage, een band die echter maar korte tijd bestond. In samenwerking met Ashley Hutchings vormden Terry en Gay Woods samen met Tim Hart en Maddy Prior de band Steeleye Span. Deze band was eigenlijk bedoeld als een soort doorstart van Sweeney's Men, maar Moynihan en Irvine wilden niet meer met Terry Woods samenwerken. In 1970 brachten de vier leden van Steeleye Span gezamenlijk een album uit, maar daarna ging de band verder zonder het echtpaar Woods. 
Terry Woods besloot hierna zijn muzikale carrière voort te zetten met zijn vrouw. Ze noemden zichzelf eerst The Woods Band, maar omdat ze maar met z'n tweeën waren maakten ze hier simpelweg Gay and Terry Woods van. Onder deze naam bracht het duo gedurende de rest van de jaren 70 enkele albums uit. In 1980 scheidden Terry en Gay Woods, waarmee ook hun gezamenlijke muzikale carrière ten einde was.
Gay Woods richtte hierna in Nederland de band Auto Da Fé op. In 1985 werd Terry Woods een vast lid bij de folkpunkband The Pogues, die een jaar eerder in het Verenigd Koninkrijk en Ierland grote bekendheid had gekregen. Op If I Should Fall from Grace with God (1988) zingen Terry Woods en Shane MacGowan enkele duetten.
Na het uitkomen van Waiting for Herb (1993) verliet Terry Woods The Pogues weer. Hij richtte nu samen met Ron Kavana weer een nieuwe eigen band op, The Bucks. 
Vanaf 2001 werkte Tery Woods samen met Dave Brown. Hij gebruikte opnieuw de naam The Woods Band.

## Discografie

### Albums

#### Sweeney's Men
- Sweeney's Men
- The Tracks of Sweeney
- Andy Irvine/70th Birthday Concert at Vicar St 2012

#### Steeleye Span
- Hark! The Village Wait

#### The Woods Band
- The Woods Band
- Music From The Four Corners of Hell

#### Gay & Terry Woods
- Backwoods
- The Time Is Right
- Renowned
- Tender Hooks
- In Concert

#### The Pogues
- Poguetry in Motion (EP)
- If I Should Fall From Grace With God
- Peace And Love
- Hell's Ditch
- Waiting for Herb

#### The Bucks
- Dancin' To The Ceili Band

#### Ron Kavana
- Home Fire

### Overig
- 1968 Waxie's Dargle / Old Woman In Cotton, 7" single, Sweeney's Men (Pye 7N 17459)
- 1981 Tennessee Stud / I Don't Know About Love, 7" single, Terry Woods (met Phil Lynott)
- 1989 Misty Morning Albert Bridge / Cotton Fields / Young Ned of the Hill (Dub Version), 7" single en 12" single, The Pogues
- 1989 White City / Everyman Is A King 7" single, The Pogues